# 2015년 2월 죽음
다음은 2015년 2월에 사망한 저명한 인물 목록이다.
- 2월 2일 - 대한민국의 군인 장지량
- 2월 6일 - 대한민국의 전 기초단체장이자 영화배우 이대엽
- 2월 12일
  - 대한민국의 가수 이한필
  - 말레이시아의 정치인 닉 압둘 아지즈 닉 맛
- 2월 19일 - 대한민국의 전 정무직공무원이자 외무공무원 최호중
- 2월 21일 - 대한민국의 김종필 전 국무총리 부인 박영옥
- 2월 22일 - 대한민국의 전 당구선수 김경률
- 2월 27일
  - 미국의 영화배우 레너드 니모이
  - 러시아의 야권 지도자 보리스 넴초프
- 2월 28일 - 터키의 소설가 야샤르 케말